# Mombeja
Mombeja est une ancienne paroisse civile portugaise (en portugais : freguesia) de la municipalité de Beja dans le district du même nom en Alentejo.
La loi no 11-A/2013 du 28 janvier 2013, portant réorganisation administrative du territoire des freguesias, fusionne Mombeja avec la paroisse voisine de Santa Vitória pour former l’União das freguesias de Santa Vitória e Mombeja (dont le siège est à Santa Vitória).